# Guy III de Vignory
Pour l’article homonyme, voir Guy de Vignory.
Guy III de Vignory (né vers 1055 - † avant 1126) est seigneur de Vignory au début du XIIe siècle. Il est le fils de Guy II, seigneur de Vignory, et d'Hildegarde (nom de famille inconnu).

## Biographie
Vers 1082, il réalise un mariage prestigieux en épousant Béatrix de Bourgogne, arrière petite-fille du roi des Francs Robert II le Pieux, sœur de l'évêque de Langres Robert de Bourgogne, fille de Henri de Bourgogne, héritier du duché de Bourgogne, et de Sybille de Barcelone.
En 1097, il fait partie de la cour du comte de Champagne Hugues qu'il accompagne célébrer les fêtes de Pâques à l'abbaye de Molesme.
Vers 1100, il fonde le prieuré de Colombey.
En 1104, il assiste au concile de Troyes où il est notamment question de l'excommunication du roi des Francs Philippe Ier pour cause d'adultère.
En 1108, il fait des donations, avec l'accord de son épouse et de ses enfants, à l'Abbaye Saint-Bénigne de Dijon et le prieuré Saint-Étienne de Vignory. Ces dons seront approuvés par l'évêque de Langres Robert de Bourgogne, son beau-frère.
Il décède avant 1126, entouré par son frère Roger, abbé de Montier-en-Der, de son épouse Béatrix et de sa belle-fille Alaïs tandis que son seul fils survivant, Guy IV, est en pèlerinage à Jérusalem.

## Mariage et enfants
Vers 1082, il épouse Béatrix de Bourgogne, fille de Henri de Bourgogne, héritier du duché de Bourgogne, et de Sybille de Barcelone, dont il a trois enfants :
- Robert de Vignory († avant 1126), mort avant son père, probablement sans union ni postérité ;
- Guy de Vignory, qui succède à son père ;
- Aldearde de Vignory, qui épouse Roger, seigneur de Joinville, fils de Geoffroy II de Joinville et d'Hodierne de Courtenay, dont elle a six enfants.

## Source
- Marie Henry d'Arbois de Jubainville, Histoire des Ducs et Comtes de Champagne, 1865.
- Jules d'Arbaumont, Cartulaire du Prieuré de Saint-Etienne de Vignory, 1882.